# NBCUniversal
NBCUniversal Media, LLC. er et amerikansk massemedie- og underholdningskonglomerat, der ejes af Comcast og har hovedkontor på 30 Rockefeller Plaza i Midtown Manhattan, New York City.
| Firma | Spire Denne artikel om et firma eller en virksomhed i USA er en spire som bør udbygges. Du er velkommen til at hjælpe Wikipedia ved at udvide den. |

1. ↑  Navnet er anført på engelsk og stammer fra Wikidata hvor navnet endnu ikke findes på dansk.